# Cautires pauperulus
Cautires pauperulus – gatunek chrząszcza z rodziny karmazynkowatych i podrodziny Lycinae.
Gatunek ten opisany został po raz pierwszy w 1883 roku przez Jules’a Bourgeoisa. 
Chrząszcz o grzbietobrzusznie spłaszczonym i słabo zesklerotyzowanym ciele. Ma szerokie i płaskie przedplecze z podłużnym kilem środkowym, który w nasadowej połowie rozszczepia się na dwa żeberka, odgraniczające bardzo wąską, podługowatą komórkę (areolę) środkową. Pokrywy mają po cztery żeberka podłużne pierwszorzędowe i po pięć żeberek podłużnych drugorzędowych. Ponadto między tymi żeberkami występują żeberka poprzeczne, dzieląc również powierzchnię pokryw na komórki (areole). Żeberka podłużne pokryw w częściach nasadowych mają jaskrawo czerwone ubarwienie. Genitalia samca mają prącie lancetowate, na całej długości smukłe, nie zaś rozszerzone u wierzchołka jak u podobnego Cautires malayensis.
Owad orientalny. Zamieszkuje Półwysep Malajski.